# Związek Ślązaków
Związek Ślązaków (Bund der Schlesier) – organizacja działająca w Austro-Węgrzech (od 1910, a następnie Czechosłowacji w latach 1921–1938, w literaturze naukowej zaliczana jest w poczet tzw. ruchów ślązakowskich (Šlonzácké hnutí, Schlonsakenbewegung) lub śląskich ruchów separatystycznych.

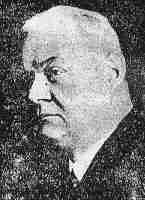
Józef Kożdoń

## Geneza
W swoich działaniach Związek Ślązaków-Bund der Schlesier akcentował odrębność narodową Ślązaków od Polaków, przywiązanie do swej małej śląskiej ojczyzny oraz pragnął rozwijania kultury regionalnej. Organizacja ta podobnie jak jej polityczne ramię Śląska Partia Ludowa nie prezentowała poglądów nowych – były one obecne w Księstwie Cieszyńskim od czasów Wiosny Ludów, jednak po raz pierwszy taka opcja zorganizowała się w siłę polityczną wraz z bazą kulturalną.
Wcześniej były to organizacje ponadpartyjne, jak utworzony w roku 1848, przez posłów austriackiej Rady Państwa – Franza Heina i Hansa Kudlicha oraz przyszłego cieszyńskiego burmistrza Johanna Demela, Związek Ślązaków Austriackich, wspólnoty nieformalne, jak środowisko tygodnika „Nowy Czas”, wydawanego przez pastora Teodora Haasego oraz doraźne byty polityczne, powoływane na czas kampanii wyborczych, jak połączone stronnictwa postępowe, komitet wyborczy gmin wiejskich i Śląskie Stronnictwo Agrariuszy. „Ruch ślązakowski” („Šlonzacke hnuti”) rozprzestrzenił się w latach 90. XIX stulecia, skupiając ludność słowiańską, która nie chciała głosować za Polakami lub Czechami i opowiadała się za przynależnością do odrębnego narodu śląskiego, osiągając znaczny rozmach przede wszystkim w okolicach powiatów sądowych skoczowskiego, strumieńskiego oraz frydeckiego.

## Działalność w Austrii
9 lipca 1910 roku Józef Kożdoń, Józef Cichy i Paweł Wania utworzyli apolityczną bazę kulturalną Śląskiej Partii Ludowej – Śląski Związek Ludowy „Nasza Ojczyzna” (Schlesischer Volksverband „Unsere Heimat”) z siedzibą w Cieszynie, który skupiał zarówno słowiańskich, jak i germańskich Ślązaków w celu „ochrony rodzinnej kultury i zwyczajów, jako też pielęgnowania rodzinnych interesów z ustawicznym dążeniem do zgodliwego współżycia wszystkich kraj zamieszkujących narodów i stanów” oraz „pielęgnowania miłości do kraju rodzinnego (Śląska Austriackiego) i ojczyzny Austrii”. Organizacja, w której Józef Cichy objął stanowisko prezesa, a Józef Kożdoń sekretarza generalnego, zamierzała realizować swe cele poprzez:
- Organizowanie zgromadzeń i odczytów o tematyce gospodarczej i popularnonaukowej, z wyłączeniem spraw religii i polityki.
- Urządzanie zabaw towarzyskich, wycieczek, festynów i wystaw.
- Zakładanie kas oszczędnościowo-pożyczkowych, towarzystw zarobkowych i gospodarczych, zakładanie i popieranie przedsiębiorstw.
- Udzielanie pomocy materialnej studentom.
- Pośredniczenie w poszukiwaniu pracy dla rzemieślników, robotników, terminatorów i sług.
- Zakładanie biur porad prawnych, podatkowych, rzemieślniczych i wojskowych.
- Rozszerzanie własnych wydawnictw i zakładanie czytelni[4].

Postrzeganie przez Ślązaków całej ówczesnej Austrii jako ojczyzny nie było odosobnione. Identycznie zachowywali się także śląscy Polacy, o czym świadczy np. wiec polskiego Związku Śląskich Katolików z okazji 60 rocznicy panowania austriackiego cesarza. W roku 1911 napisane po śląsku „zaprószenie” na zgromadzenie ludowe Śląskiego Związku Ludowego (Schlesischer Volksverband) podpisali Józef Kożdoń, Paweł Wania, dyr. żeńskiej szkoły Franciszek Golyschny ze Skoczowa oraz R. Rösche z Pogórza. Zachęcali oni Ślązaków do udziału w zgromadzeniach, podczas których nie będą się musieli wstydzić, że mówią po śląsku.

## Burzliwe lata 1918–1920
30 października 1918 roku w Ostrawie (Polska Ostrawa, od 1919 do dziś Slezská Ostrava-Ostrawa Śląska) liderzy Śląskiej Partii Ludowej i Związku Ślązaków-Bund der Schlesier, powołując się na prawo narodów do samostanowienia, domagali się od aliantów utworzenia z ziem byłego Śląska Austriackiego neutralnej strefy pomiędzy Niemcami, Polską i Czechosłowacją. Pierwotnie miała ona być luźno związana z Austrią. Jednak planowano w przyszłości zjednoczyć były Śląsk Austriacki z Rejencją Opolską (pruskim Górnym Śląskiem) w ramach niepodległej Republiki Górnośląskiej, do której proklamacji dążył Ewald Latacz. Równoległe działania prowadzone przez Józefa Kożdonia i Ewalda Latacza na rzecz niepodległości Śląska koordynowała śląska arystokracja – karwiński hrabia Johannes Larisch-Mönnich i książę pszczyński Hans Heinrich XV Hochberg. Zaangażowanie właściciela Karwiny wykorzystali polscy działacze w celu zdezawuowania idei niepodległości: Wielki kapitał zyskownie „pracujący” w Księstwie Cieszyńskim chce na spółkę z Nordmarkiem i opuszczonymi już dostojnikami ślązakowskimi proklamować jakieś udzielne państewko z hr. Larischem na czele. To ma oznaczać hasło: Schlesien Schlesiern! […] Ślązakowski kapitan bez żołnierzy na Volkstagu bogumińskim („Silesia” dyskretnie zasłania nazwisko tego Schlesingera), który tłumaczy prawo samostanowienia narodów w ten sposób, że ma ono prowadzić, nas Ślązaków do wyodrębnienia, które wyraża się w bezpośredniej zależności od Rzeszy (Reichsunmittelbarkeit).
Wiosną 1919 roku liderzy Śląskiej Partii Ludowej i Związku Ślązaków-Bund der Schlesier – Józef Kożdoń, Karol Pawlas, Karol Smyczek, G. Krużałek, Paweł Wania, Andrzej Sikora, Karol Folwarczny, Ernest Farnik, Józef Santarius i Karol Cienciała, poparci przez naczelników zastępstwa koalicyjnego partii niemieckich na łonie Rady Ludowej (Volksrat) w Cieszynie: Eugeniusza (Eugena) Fuldę – architekta z Cieszyna i Brixela – adwokata z Morawskiej Ostrawy, zażądali od aliantów utworzenia niepodległej Republiki Śląskiej z terenów Śląska Cieszyńskiego, obwodu Morawskiej Ostrawy, morawskiego miasta Mistek z Koloradowem oraz małopolskiej Białej z okolicznymi wsiami, zaliczanymi do tzw. niemieckiej – bielskiej wyspy językowej (Bielitzer Sprachinsel). Wysunęli także postulat ewentualnego włączenie w granice Republiki Śląskiej także Śląska Opawskiego. Koncepcję niepodległości Śląska Cieszyńskiego poparły władze wiedeńskie i austriacki parlament, zaś memoriał ułożony i podpisany przez Kożdonia, Richtera i Fuldę, w którym żądali oni uznania „Republiki Wschodni Śląsk – Cieszyn” (Republik Ostschlesien – Teschen) przedstawiła w Paryżu delegacja rządowa Niemieckiej Republiki Austrii.
Śląska Partia Ludowa, nie chcąc narażać swych zwolenników na ataki ze strony polskich bojówek, nie organizowała niepodległościowych wieców. Rozpowszechniała natomiast swoje poglądy podczas zabaw tanecznych organizowanych pod szyldem apolitycznego Związku Ślązaków-Bund der Schlesier. Na początku lipca taką zabawę śląską zorganizował w Brennej „na spolonej” lider tutejszej grupy terenowej Śląskiej Partii Ludowej – kupiec M. Freund.
Postulat niepodległości Śląska Cieszyńskiego został poparty przez trzech członków Komisji Międzysojuszniczej: Dubois ze Stanów Zjednoczonych, Tissiego z Włoch i Coulsona z Wielkiej Brytanii), stanowczo jednak zaoponował przedstawiciel Francji Grenard. Kożdoń nie zrażał się i proponował, aby w plebiscycie śląskim dodać trzecią opcję wyboru – niepodległości, jednak i ten postulat nie znalazł poparcia. W efekcie sekretarz generalny Związku Ślązaków Józef Kożdoń nawiązał bliskie stosunki z czołowymi politykami czechosłowackimi: prezydentem Tomaszem Masarykiem, premierem Kramarzem i ministrem spraw zagranicznych Beneszem, którzy zapewnili go, że Śląsk w granicach Czechosłowacji zachowa autonomię polityczną, którą posiadał w monarchii Habsburgów, a Ślązacy otrzymają autonomię narodowościową. Wkrótce zjawił się w Paryżu, jako ekspert delegacji czechosłowackiej. Zwalczał tam argumenty etniczne strony polskiej, przekonując aliantów, iż Ślązacy stanowią czwartą odrębną narodowość na tym terenie. Zwalczał plan podziału Śląska Cieszyńskiego na dziale wodnym pomiędzy Olzą i Wisłą, nie chcąc „za żadną cenę odstąpić Ustronia, Skoczowa i Strumienia”, gdzie miał najwięcej zwolenników. Przekonał polityków czechosłowackich do forsowania plebiscytu, twierdząc że jego zwolennicy to większość ludności Śląska Cieszyńskiego, w tym 9/10 ewangelików. Mimo oficjalnego poparcia dla Czechosłowacji, Kożdoń nie zrezygnował z opcji niepodległości i nawiązał bliską współpracę z liderem górnośląskich niepodległościowców Ewaldem Lataczem, kierującym niemal półmilionowym Związkiem Górnoślązaków-Bund der Oberschlesier, któremu udzielił wskazówek politycznych.

## W Czechosłowacji
W styczniu 1921 roku lider Związku Ślązaków, stojąc na czele delegacji przedstawicieli Kraju Śląskiego, powołując się na przedplebiscytowe obietnice, próbował uzyskać od prezydenta Tomáša Masaryka autonomię dla czeskiego Śląska. Jednak Masaryk nie mając żadnych zobowiązań formalnych (plebiscyt się nie odbył) ze swych obietnic się wycofał. Kwestię autonomii narodowościowej władze potraktowały enigmatycznie. Podczas spisu ludności w miejsce postulowanej przez Józefa Kożdonia kategorii: narodowość śląska, pojawiły się trzy: Ślązak-Czechosłowak, Ślązak-Polak, Ślązak-Niemiec, a deklarujące się w ten sposób 47 tys. osób rozparcelowano pomiędzy trzy narodowości.
W efekcie Związek Ślązaków-Bund der Schlesier, nie mogąc oficjalnie reprezentować mniejszości śląskiej, podzielił się na sekcje językowe: niemiecką, polską i czeską. Tę ostatnią wkrótce zlikwidowano, gdyż nie mogła otrzymywać dotacji dla mniejszości narodowych. Józef Kożdoń przystąpił do sekcji niemieckiej, jednak jako sekretarz generalny przewodził organizacji oficjalnie reprezentującej zarówno mniejszość polską, jak i niemiecką. Przystąpienie Józefa Kożdonia do sekcji niemieckiej, wynikało z faktu, że zgodnie z prawem, do którejś przystąpić musiał. Natomiast podczas kolejnego spisu powszechnego w roku 1930, gdzie narodowość śląską rozparcelowano na kategorie: Ślązak-Czechosłowak, Ślązak-Czech, Ślązak, Ślązak-Polak, Ślązak-Niemiec i Ślązak-Słowak, sam Józef Kożdoń zadeklarował się wyłącznie, jako „Ślonzok”.
W latach 1921–1937 Związek Ślązaków-Bund der Schlesier uzyskał dotacje w wysokości 86 tys. koron, które przeznaczył na zapomogi dla studentów, utworzenie sieci placówek oświatowych i kulturalnych, opiekę lekarską dla matek i dzieci.
Kilka dni po aneksji przez Wojsko Polskie Zaolzia (zachodni Śląsk Cieszyński bez Ostrawy Śląskiej i powiatu frydeckiego), 6 października 1938 roku nowe, polskie władze zdelegalizowały wszystkie niepolskie ugrupowania polityczne i kulturalne na Zaolziu, czyli partie czeskie i niemieckie oraz Śląską Partię Ludową, a także Związek Ślązaków-Bund der Schlesier, jednocześnie zapieczętowały redakcję „Naszego Ludu”.
Po agresji III Rzeszy na Polskę, w grudniu 1939 roku naziści zorganizowali policyjny spis ludności, podczas którego 157 tys. mieszkańców Śląska Cieszyńskiego, głównie członków i sympatyków byłych Śląskiej Partii Ludowej i Związku Ślązaków-Bund der Schlesier zadeklarowało „narodowość ślązacką” (Slonzaken Volk), a 184 tys. język „ślązacki” (Slonzakisch).

## Struktury i działacze
W latach 1912–1913 Śląski Związek Ludowy (Schlesischer Volksverband), przemianowany później na Związek Ślązaków-Bund der Schlesier liczył 801 członków na terenie 27 miejscowości m.in. Cieszyn – 188, Skoczów – 105, Sibica – 81, Karwina – 72, Ustroń – 66, Końska – 54, Dębowiec – 46, Marklowice – 25, Gumna – 24.
Na przełomie 1919/1920 powstał Komitet Plebiscytowy Śląskiej Partii Ludowej z siedzibą w Karwinie, który agitował za głosowaniem na Czechosłowację w planowanym plebiscycie. W oparciu o struktury Śląskiej Partii Ludowej i Związku Ślązaków-Bund der Schlesier, liderzy tych ugrupowań zorganizowali 139 lokalnych komitetów plebiscytowych ŚPL, w tym w następujących okręgach sądowych: cieszyńskim 43 (na 49 gmin), skoczowskim 28 (na 35 gmin), jabłonkowskim 18 (na 21 gmin), bielskim 12 (na 17 gmin plus miasto wydzielone Bielsko), strumieńskim 10 (na 15 gmin), frysztackim 18 (na 24 gminy) i bogumińskim 10 (we wszystkich gminach). Plebiscyt nie odbył się, a Rada Ambasadorów Ligi Narodów dokonała arbitralnego podziału spornego terytorium.
Po podziale Śląska Cieszyńskiego, w granicach Rzeczypospolitej Polskiej, pozostało około 80% struktur Śląskiej Partii Ludowej i Związku Ślązaków-Bund der Schlesier. Pod wpływem działań władz przestały one działać. W polskiej części żywot ślązakowskiego związku [schlonsakisches Verein] został uniemożliwiony na dobre. Natomiast zwolennicy Śląskiej Partii Ludowej i Związku Ślązaków byli poddawani prześladowaniu, rewizjom i aresztowaniom.
W latach 1922–1938 Związek Ślązaków-Bund der Schlesier utrzymywał liczebność na stałym poziomie około 3,5 tys. członków (np. 1895 członków sekcji polskiej i 1680 członków sekcji niemieckiej w roku 1933). Przez jego zarząd przewinęli się członkowie sekcji polskiej: Adam Broda, Pius Benda, Ferdynand Koziel, Józef Siostrzonek, Andrzej Kowala (wszyscy z Czeskiego Cieszyna), Jan Matula (Łyżbice), Karol Sikora (Szumbark) i Gustaw Wałach (Orłowa) oraz członkowie sekcji niemieckiej: jej przewodniczący dr Arthur Wohrizek – wiceprzewodniczący Zarządu Głównego, Emmerich Bienert, inż. Hans Peschke, Alfred Walloschka, Johann Grimm, Erwin Mamica, Alois Cimala, Eduard Goszyk, Elfryda Haase, dr Rudolf Francus, Johanna Fadle, Karl Bayer, Emmy Schenk, Karl Kordula, Arthur Hoffman, Ernst Hönel, Ludwig Kametz (wszyscy z Czeskiego Cieszyna) oraz Otto Wohlmann (Sibica).